# Premi BAFTA 1989
La 42ª edizione dei British Academy Film Awards, conferiti dalla British Academy of Film and Television Arts alle migliori produzioni cinematografiche del 1988, si è svolta il 19 marzo 1989.

## Vincitori e nomination

### Miglior film
- L'ultimo imperatore (The Last Emperor), regia di Bernardo Bertolucci
- Arrivederci ragazzi (Au revoir les enfants), regia di Louis Malle
- Un pesce di nome Wanda (A Fish Called Wanda), regia di Charles Crichton
- Il pranzo di Babette (Babettes gæstebud), regia di Gabriel Axel

### Miglior film non in lingua inglese
- Il pranzo di Babette (Babettes gæstebud)
- Arrivederci ragazzi (Au revoir les enfants)
- Il cielo sopra Berlino (Der Himmel über Berlin), regia di Wim Wenders
- Oci ciornie (Oči čërnye), regia di Nikita Sergeevič Michalkov

### Miglior regista
- Louis Malle – Arrivederci ragazzi (Au revoir les enfants)
- Gabriel Axel – Il pranzo di Babette (Babettes gæstebud)
- Bernardo Bertolucci – L'ultimo imperatore (The Last Emperor)
- Charles Crichton – Un pesce di nome Wanda (A Fish Called Wanda)

### Miglior attore protagonista
- John Cleese – Un pesce di nome Wanda (A Fish Called Wanda)
- Michael Douglas – Attrazione fatale (Fatal Attraction)
- Kevin Kline – Un pesce di nome Wanda (A Fish Called Wanda)
- Robin Williams – Good Morning, Vietnam

### Miglior attrice protagonista
- Maggie Smith – La segreta passione di Judith Hearne (The Lonely Passion of Judith Hearne)
- Jamie Lee Curtis – Un pesce di nome Wanda (A Fish Called Wanda)
- Cher – Stregata dalla luna (Moonstruck)
- Stéphane Audran – Il pranzo di Babette (Babettes gæstebud)

### Miglior attore non protagonista
- Michael Palin – Un pesce di nome Wanda (A Fish Called Wanda)
- Peter O'Toole – L'ultimo imperatore (The Last Emperor)
- Joss Ackland – Misfatto bianco (White Mischief)
- David Suchet – Un mondo a parte (A World Apart)

### Miglior attrice non protagonista
- Judi Dench – Il matrimonio di Lady Brenda (A Handful of Dust)
- Anne Archer – Attrazione fatale (Fatal Attraction)
- Maria Aitken – Un pesce di nome Wanda (A Fish Called Wanda)
- Olympia Dukakis – Stregata dalla luna (Moonstruck)

### Miglior sceneggiatura originale
- Shawn Slovo – Un mondo a parte (A World Apart)
- John Cleese – Un pesce di nome Wanda (A Fish Called Wanda)
- Louis Malle – Arrivederci ragazzi (Au revoir les enfants)
- John Patrick Shanley – Stregata dalla luna (Moonstruck)

### Miglior sceneggiatura non originale
- Jean-Claude Carrière e Philip Kaufman – L'insostenibile leggerezza dell'essere (The Unbearable Lightness of Being)
- Gabriel Axel – Il pranzo di Babette (Babettes gæstebud)
- Jeffrey Price e Peter Seaman – Chi ha incastrato Roger Rabbit (Who Framed Roger Rabbit)
- Tom Stoppard – L'impero del sole (Empire of the Sun)

### Miglior fotografia
- Allen Daviau – L'impero del sole (Empire of the Sun)
- Dean Cundey – Chi ha incastrato Roger Rabbit (Who Framed Roger Rabbit)
- Henning Kristiansen – Il pranzo di Babette (Babettes gæstebud)
- Vittorio Storaro – L'ultimo imperatore (The Last Emperor)

### Miglior scenografia
- Dean Tavoularis – Tucker - Un uomo e il suo sogno (Tucker: The Man and His Dream)
- Ferdinando Scarfiotti – L'ultimo imperatore (The Last Emperor)
- Elliot Scott – Chi ha incastrato Roger Rabbit (Who Framed Roger Rabbit)
- Norman Reynolds – L'impero del sole (Empire of the Sun)

### Migliore colonna sonora originale
- John Williams – L'impero del sole (Empire of the Sun)
- Dick Hyman – Stregata dalla luna (Moonstruck)
- Lennie Niehaus – Bird
- Ryūichi Sakamoto, David Byrne, Cong Su – L'ultimo imperatore (The Last Emperor)

### Miglior montaggio
- Michael Kahn, Peter Berge – Attrazione fatale (Fatal Attraction)
- Gabriella Cristiani – L'ultimo imperatore (The Last Emperor)
- John Jympson – Un pesce di nome Wanda (A Fish Called Wanda)
- Arthur Schmidt – Chi ha incastrato Roger Rabbit (Who Framed Roger Rabbit)

### Migliori costumi
- James Acheson – L'ultimo imperatore (The Last Emperor)
- Marit Allen – Misfatto bianco (White Mischief)
- Judy Moorcroft – La sarta (The Dressmaker)
- Bob Ringwood – L'impero del sole (Empire of the Sun)

### Miglior trucco
- Fabrizio Sforza – L'ultimo imperatore (The Last Emperor)
- Carla Palmer – RoboCop
- Ve Neill, Steve La Porte, Robert Short – Beetlejuice - Spiritello porcello (Beetlejuice)
- Sally Sutton – Il matrimonio di Lady Brenda (A Handful of Dust)

### Miglior sonoro
- Charles L. Campbell, Louis L. Edemann, Robert Knudson, Tony Dawe – L'impero del sole (Empire of the Sun)
- Alan Robert Murray, Robert G. Henderson, Willie D. Burton, Les Fresholtz – Bird
- Bill Phillips, Clive Winter, Terry Porter – Good Morning, Vietnam
- Ivan Sharrock, Bill Rowe, Les Wiggins – L'ultimo imperatore (The Last Emperor)

### Migliori effetti speciali
- George Gibbs, Richard Williams, Ken Ralston, Ed Jones – Chi ha incastrato Roger Rabbit (Who Framed Roger Rabbit)
- Rob Bottin, Phil Tippett, Peter Kuran, Rocco Gioffre – RoboCop
- Giannetto De Rossi, Fabrizio Martinelli – L'ultimo imperatore (The Last Emperor)
- Peter Kuran, Alan Munro, Robert Short, Ted Rae – Beetlejuice - Spiritello porcello (Beetlejuice)

### Miglior film di animazione
- The Hill Farm, regia di Mark Baker
- Clothes Animation, regia di Osbert Parker
- Daddy's Little Bit of Dresden China, regia di Karen Watson
- Rarg, regia di Tony Collingwood

### Miglior cortometraggio
- Zashchitnik Sedov, regia di Evgeniy Tsymbal
- Cane Toads: An Unnatural History, regia di Mark Lewis
- The Unkindest Cut, regia di Jim Shields
- Water's Edge, regia di Suri Krishnamma